# Liolaemus hatcheri
Liolaemus hatcheri — вид ігуаноподібних ящірок родини Liolaemidae. Ендемік Аргентини. Вид названий на честь американського палеонтолога Джона Белла Хатчера.

## Поширення і екологія
Liolaemus hatcheri мешкають на заході аргентинської провінції Санта-Крус. Вони живуть на відкритих кам'янистих ділянках серед гірських луків. Зустрічаються на висоті від 900 до 1500 м над рівнем моря. Живляться комахами, є живородними.